# Luís Filipe Vieira

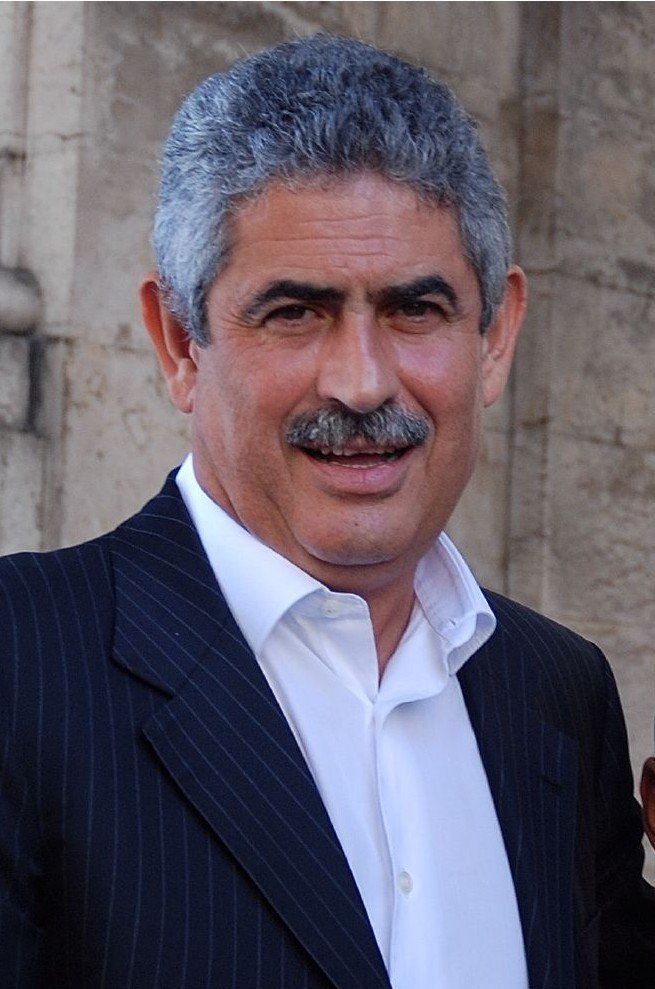
Luís Filipe Vieira in 2007

Luís Filipe Vieira (Lissabon, 22 juni 1949) is een Portugees zakenman. Vieira is sinds november 2003 voorzitter van de voetbalclub SL Benfica. Hij werd drie keer herkozen en in december 2012 haalde hij Bento Mântua in als langstzittende voorzitter van Benfica. Hij is als voorzitter onder andere betrokken bij transfers van spelers naar en van Benfica.

## Andere werkzaamheden
In 2000 richtte hij Grupo Inland op, een bedrijf dat in vastgoedprojecten investeert. In november 2013 kwam aan het licht dat een lening van 17 miljoen euro, bestemd voor het Spaanse bedrijf Transibérica, deels in Grupo Inland was gestoken. De politieke partij Links Blok stelde hierover vragen aan de Portugese minister van Financiën, Maria Luís Albuquerque.